# CFU Club Shield
Le CFU Club Shield, en français Bouclier des clubs de l'UFC, est une compétition annuelle de football à laquelle participent des clubs de l'Union caribéenne de football (Caribbean Football Union soit CFU) provenant des championnats amateurs ou ne répondant pas aux standards professionnels.
Elle constitue le volet amateur du championnat des clubs caribéens de la CONCACAF depuis la mise en œuvre de son format actuel en 2018. Cette compétition est organisée par la CONCACAF jusqu'à l'édition 2023 incluse, elle s'appelle alors CONCACAF Caribbean Club Shield. La CFU reprend en main l'organisation à partir de 2024.
Après une réforme des compétitions continentales par la CONCACAF, les deux finalistes de cette compétition se qualifient pour la Coupe des Caraïbes de la CONCACAF avec l'espoir de rejoindre la Coupe des champions de la CONCACAF par la suite.

## Histoire

Logo de la CONCACAF Caribbean Club Shield

Lors de sa rencontre du 25 juillet 2017 à San Francisco, le conseil de la CONCACAF valide la décision de séparer le Championnat des clubs caribéens en une compétition avec des tableaux séparés pour les clubs professionnels et amateurs, à partir de l'édition 2018 dont elle assure l'organisation en raison de l'incapacité de la CFU.
La CFU reprend en main l'organisation à partir de 2024, signe d'une réhabilitation de la CFU auprès de la CONCACAF.

## Palmarès
| Saison | Pays hôte                  | Participants | Vainqueur                                                                                                 | Résultat                                                                                                  | Finaliste                                                                                                 | Troisième                                                                                                 | Résultat                                                                                                  | Quatrième                                                                                                 |
| ------ | -------------------------- | ------------ | --- | --- | --- | --- | --- | --- |
| 2018   | République dominicaine     | 12           | Club franciscain                                                                                          | 2–1 | Inter Moengotapoe                                                                                         | Real Rincon                                                                                               | 3–1 | Nacional                                                                                                  |
| 2019   | Curaçao                    | 13           | SV Robinhood                                                                                              | 1–0 | Club franciscain                                                                                          | Weymouth Wales et Jong Holland                                                                            | Weymouth Wales et Jong Holland                                                                            | Weymouth Wales et Jong Holland                                                                            |
| 2020   | Curaçao                    | 15           | Annulé | Annulé | Annulé | Annulé | Annulé | Annulé |
| 2021   | Curaçao                    | 14           | Annulé mais 9 clubs amateurs intègrent directement le Championnat des clubs caribéens de la CONCACAF 2021 | Annulé mais 9 clubs amateurs intègrent directement le Championnat des clubs caribéens de la CONCACAF 2021 | Annulé mais 9 clubs amateurs intègrent directement le Championnat des clubs caribéens de la CONCACAF 2021 | Annulé mais 9 clubs amateurs intègrent directement le Championnat des clubs caribéens de la CONCACAF 2021 | Annulé mais 9 clubs amateurs intègrent directement le Championnat des clubs caribéens de la CONCACAF 2021 | Annulé mais 9 clubs amateurs intègrent directement le Championnat des clubs caribéens de la CONCACAF 2021 |
| 2022   | Porto Rico                 | 11           | Bayamón FC                                                                                                | 2–1 a. p.                                                                                                 | Inter Moengotapoe                                                                                         | AS Gosier                                                                                                 | 2–0 | CRKSV Jong Holland                                                                                        |
| 2023   | Saint-Christophe-et-Niévès | 15           | SV Robinhood                                                                                              | 5-1 | Golden Lion de Saint-Joseph                                                                               | Club Sando                                                                                                | 6-1 | Metropolitan FA (en)                                                                                      |